# IT Большой Медведицы
IT Большой Медведицы (лат. IT Ursae Majoris), HD 234102 — одиночная переменная звезда в созвездии Большой Медведицы на расстоянии приблизительно 3072 световых лет (около 942 парсеков) от Солнца. Видимая звёздная величина звезды — от +8,85m до +8,69m.

## Характеристики
IT Большой Медведицы — оранжевая пульсирующая медленная неправильная переменная звезда (LB:) спектрального класса K7.